# Ceratophyllus picatilis
Ceratophyllus picatilis är en loppart som beskrevs av Cai Liyun et Wu Wenzhen 1988. Ceratophyllus picatilis ingår i släktet Ceratophyllus och familjen fågelloppor. Inga underarter finns listade i Catalogue of Life.